# Чемпионат России по плаванию 2005
Чемпионат России по плаванию 2005 года прошёл с 24 по 28 июня в СК «Олимпийский», Москва.
Турнир был отборочным на чемпионат мира в Монреале.
Андрей Капралов на основной для себя дистанции — 200 метров вольным стилем — остался третьим и не отобрался на этой дистанции на чемпионат мира. Также стал третьим на стометровке брассом Роман Слуднов. Станислава Комарова победила на стометровке на спине, но результат был ниже нормативного. Игорь Березуцкий выиграл дистанции 400 и 200 метров комплексным плаванием с рекордом России.
25 июня состоялись проводы из спорта Александра Попова, Владислава Куликова и Оксаны Веревки.
Рекорд России на дистанции 50 м на спине установил Аркадий Вятчанин.
Впервые за много лет состав на чемпионат мира был сформирован исключительно по спортивному принципу. Отборочные требования (1 — 2-е места плюс нормативный результат) выполнили 17 спортсменов. С целью участия в эстафетах также были включены Дарья Белякина, которая выиграла три дистанции, но ни разу не достигла квалификационного результата, а также Денис Пиманков, Иван Усов, Евгений Нацвин и Дмитрий Семёнов.

## Медали

### Мужчины

#### 50 м вольным стилем
Андрей Капралов — 22,24

 Евгений Лагунов — 22,66

 Алексей Манжула — 23,12

#### 100 м вольным стилем
Евгений Лагунов — 49,14

 Андрей Капралов — 49,39

 Денис Пиманков — 50,33

#### 200 м вольным стилем
Юрий Прилуков — 1.49,07

 Максим Кузнецов (Калужская область) — 1.49,13

 Андрей Капралов — 1.49,72

#### 400 м вольным стилем
Юрий Прилуков — 3.51,20

 Степан Ганзей — 3.55,98

 Валентин Уманец (Волгоградская область) — 3.56,16

#### 800 м вольным стилем
Юрий Прилуков — 7.56,08

 Алексей Ковригин (Краснодарский край) — 8.10,74

 Борис Тиматков — 8.12,86

#### 1500 м вольным стилем
Юрий Прилуков — 15.03,30

 Валентин Уманец (Волгоградская область) — 15.37,22

 Даниил Серебренников — 15.51,81

#### 50 м на спине
Аркадий Вятчанин — 25,78 РР

 Сергей Маков (Алтайский край) — 26,05

 Евгений Алешин (Нижегородская область) — 26,27

#### 100 м на спине
Аркадий Вятчанин — 54,61

 Сергей Маков (Алтайский край) — 55,81

 Евгений Алешин (Нижегородская область) — 55,85

#### 200 м на спине
Аркадий Вятчанин — 1.58,07

 Евгений Алешин (Нижегородская область) — 2.01,62

 Станислав Донец — 2.01,85

#### 50 м брассом
Дмитрий Коморников (Москва) — 28,32

 Роман Слуднов (Омская область) — 28,37

 Григорий Фалько (Санкт-Петербург) — 28,69

#### 100 м брассом
Дмитрий Коморников (Москва) — 1.00,68

 Григорий Фалько (Санкт-Петербург) — 1.01,25

 Роман Слуднов (Омская область) — 1.01,57

#### 200 м брассом
Дмитрий Коморников (Москва) — 2.11,93

 Григорий Фалько (Санкт-Петербург) — 2.12,32

 Евгений Аткин — 2.15,29

#### 50 м баттерфляем
Евгений Коротышкин (Москва) — 23,84

 Николай Скворцов — 24,15

 Александр Падалец — 24,64

#### 100 м баттерфляем
Евгений Коротышкин (Москва) — 52,46

 Игорь Марченко — 52,78

 Николай Скворцов — 52,99

#### 200 м баттерфляем
Николай Скворцов — 1.55,98

 Анатолий Поляков — 1.57,60

 Максим Ганихин — 2.01,12

#### 200 м, комплексное плавание
Игорь Березуцкий (Волгоградская область) — 2.01,82 РР

 Алексей Зацепин (Татарстан) — 2.02,87

 Дмитрий Каленов (Пензенская область) — 2.05,79

#### 400 м, комплексное плавание
Игорь Березуцкий (Волгоградская область) — 4.18,07

 Андрей Крылов (Москва) — 4.24,08

 Сергей Прохоров — 4.27,69

#### Комбинированная эстафета 4 × 100 м
Санкт-Петербург — 3.40,95

 Москва-1 — 3.43,39

 Уральский ФО — 3.46,69

### Женщины

#### 50 м вольным стилем
Светлана Федулова (Санкт-Петербург) — 25,98

 Марина Кулешова — 26,3

 Вера Пентер — 26,47

#### 100 м вольным стилем
Дарья Белякина (Рязанская область) — 56,57

 Наталья Ловцова — 57,34

 Светлана Карпеева (ХМАО) — 57,41

#### 200 м вольным стилем
Дарья Белякина (Рязанская область) — 2.00,77

 Лариса Ильченко (Волгоградская область) — 2.03,00

 Кира Володина — 2.03,61

#### 400 м вольным стилем
Лариса Ильченко (Волгоградская область) — 4.14,43

 Дарья Паршина — 4.16,52

 Яна Мартынова (Татарстан) — 4.17,99

#### 800 м вольным стилем
Мария Булахова (Волгоградская область) — 8.52,32

 Ольга Карманчикова — 9.11,37

 Екатерина Манакова (Республика Коми) — 9.12,21

#### 1500 м вольным стилем
Мария Булахова (Волгоградская область) — 16.44,68

 Екатерина Манакова (Республика Коми) — 17.37,95

 Елизавета Горшкова (Республика Коми) — 17.47,70

#### 50 м на спине
Ксения Самарская (Москва) — 29,71

 Наталья Обвинцева (Челябинская область) — 29,75

 Ксения Москвина — 30

#### 100 м на спине
Станислава Комарова (Москва) — 1.02,67

 Мария Никитина (Москва) — 1.02,90

 Ксения Москвина — 1.03,76

#### 200 м на спине
Станислава Комарова (Москва) — 2.13,20

 Наталья Шалагина — 2.15,34

 Мария Никитина (Москва) — 2.16,53

#### 50 м брассом
Екатерина Кормачева (Москва) — 31,96

 Елена Богомазова — 32,04

 Екатерина Уйменова — 32,69

#### 100 м брассом
Екатерина Кормачева (Москва) — 1.09,79

 Елена Богомазова — 1.09,89

 Екатерина Уйменова — 1.10,50

#### 200 м брассом
Екатерина Кормачева (Москва) — 2.28,79

 Ксения Верещагина — 2.30,05

 Елена Карпеева — 2.31,07

#### 50 м баттерфляем
по данным swimmingmasters.narod.ru

 Василиса Владыкина (Омская область) — 27,16

 Ирина Беспалова — 27,43

 Наталья Сутягина (Пензенская область) — 27,47
по данным sport-express.ru

 Вера Пентер (Ленинградская область) — 27,16

 Василиса Владыкина (Омская область — 27,43

 Наталья Сутягина (Пензенская область) — 27,47

#### 100 м баттерфляем
Наталья Сутягина (Пензенская область) — 59,35

 Ирина Беспалова — 59,97

 Мария Булахова (Волгоградская область) — 1.01,30

#### 200 м баттерфляем
Наталья Сутягина (Пензенская область) — 2.11,80

 Екатерина Никонорова — 2.12,83

 Мария Булахова (Волгоградская область) — 2.13,90

#### 200 м, комплексное плавание
Дарья Белякина (Рязанская область) — 2.17,56

 Светлана Карпеева (ХМАО) — 2.18,87

 Наталья Ловцова — 2.20,45

#### 400 м, комплексное плавание
Яна Мартынова (Татарстан) — 4.48,18

 Анастасия Иваненко (Республика Коми) — 4.55,16

 Ирина Беспалова — 4.56,83